# Hartenstein (Mittelfranken)

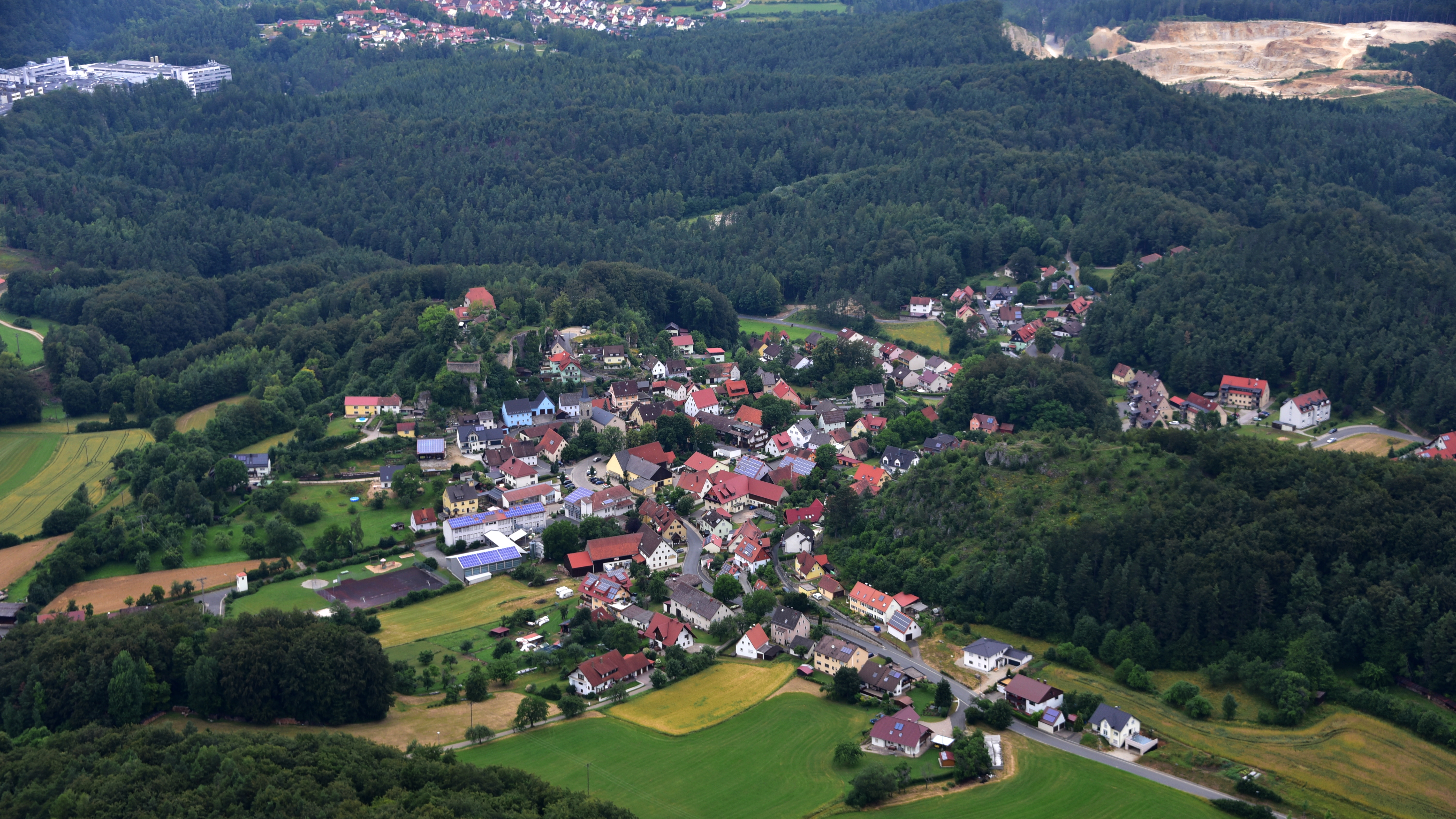
Hartenstein (Mittelfranken), Luftaufnahme (2016)

Hartenstein ist eine Gemeinde im mittelfränkischen Landkreis Nürnberger Land.

## Geographie

### Geographische Lage
Die Gemeinde liegt am Fluss Pegnitz in der Hersbrucker Alb.

### Nachbargemeinden
Nachbargemeinden sind (im Norden beginnend im Uhrzeigersinn): Neuhaus an der Pegnitz, Hirschbach, Vorra, Kirchensittenbach, Velden.

### Gemeindegliederung
Die Gemeinde hat 15 Gemeindeteile (in Klammern ist der Siedlungstyp angegeben):
- Engenthal (Dorf)
- Enzendorf (Dorf)
- Griesmühle (Einöde)
- Großmeinfeld (Dorf)
- Grünreuth (Dorf)
- Güntersthal (Weiler)
- Harnbach (Einöde)
- Hartenstein (Pfarrdorf)
- Häuslfeld (Einöde)
- Höflas (Weiler)
- Kleinmeinfeld (Dorf)
- Loch (Weiler)
- Lungsdorf (Dorf)
- Neuensorg (Einöde)
- Rupprechtstegen (Dorf)

Es gibt auf dem Gemeindegebiet die Gemarkungen Enzendorf, Grünreuth und Hartenstein. Die Gemarkung Hartenstein hat eine Fläche von 8,753 km². Sie ist in 1224 Flurstücke aufgeteilt, die eine durchschnittliche Flurstücksfläche von 7150,99 m² haben. In ihr liegen neben dem namensgebenden Ort die Gemeindeteile Engenthal, Güntersthal, Häuslfeld, Höflas und Neuensorg.

### Landschaft
Gegenüber der Burg Hartenstein hat man vom Hirtenberg, der höchsten Erhebung von Hartenstein mit 563 m, bei schönem Wetter einen weiten Ausblick über die Frankenalb zur Burg Hohenstein, zur Burg Veldenstein bei Neuhaus, nach Auerbach und ins Fichtelgebirge. Zu den Sehenswürdigkeiten zählen der Löwenfels am Pegnitzdurchbruch in Güntersthal, die Andreaskirche (Höhlenkataster Fränkische Alb (HFA), Katasternummer D 13), eine Karst-Horizontalhöhle bei Rupprechtstegen, das Windloch bei Großmeinfeld (HFA, Katasternummer A 5), die Fechtershöhle (HFA, Katasternummer A 45) bei Grünreuth, das Kühloch am Weg nach Hartenstein und die Bismarckgrotte (HFA, Katasternummer A 25) bei der einstmaligen Forstdienststelle Rinnenbrunn.
Die Petershöhle (HFA, Katasternummer A 22) hat prähistorische Bedeutung.
Rund um den Ort und an der Pegnitz entlang befinden sich steile Felswände, die gerne von Kletterern besucht werden, so die Hartensteiner Kletterwand beim Hartensteiner Friedhof und der Rote Fels am Eingang zum Ankatal an der Pegnitz bei Rupprechtstegen. Felswände, malerische Bergmassive und die beiden Dolomitfelsen Pavian und Student bei Enzendorf befinden sich an romantischen Wanderwegen. Das Ankatal und die Andreaskirche bei Rupprechtstegen liegen gegenüber von Gaststätte und Café Kraft. Bei der Einöde Höflas gegenüber von Häuslfeld führt ein Wanderweg über die Anhöhe, von dort kann man die Burg Hartenstein von ihrer schönsten Seite sehen.
Rechts der Pegnitz führen viele Wanderwege in die nähere Umgebung. An der Pegnitz entlang entwickelten sich schon sehr früh Mühlen, man nutzte die Wasserkraft des Flusses. Eine der ältesten ist die Mühle bei Rupprechtstegen, sie geht auf eine streitbare Auseinandersetzung im Jahre 1260 zurück. In diese Zeit fiel auch die erste urkundliche Nennung des Namens von Rupprechtstegen. Er entwickelte sich aus dem Namen des ersten Reichsministerialen auf dem Hertenstein Rupert der Herte und den Stegen über den Fluss. Die Mühle von Neuensorg gehört zu den Dolomitwerken, ihr Ursprung lag im 13. Jahrhundert. Enzendorf ist nicht so alt wie die anderen Ortsteile. Die Mühle um die sich wahrscheinlich der Ort entwickelt hat, war wohl der Ursprung des kleinen Dorfes. Weitere Mühlen sind die Stiebermühle, die Grießmühle und die Harnbachmühle an Bächen, die zur Pegnitz fließen.
1946 wurde auf Veranlassung des Ortspfarrers Nieser ein Kreuzweg zur Kapelle auf dem Frauenberg eingerichtet. Architekt Seitz fertigte die Entwürfe, der Bildhauer Max Renner schuf die Plastiken. Am Sonntag, dem 12. Oktober 1947, wurde der Kreuzweg eingeweiht. Ein Passionsweg von Hartenstein nach Neuhaus ist noch in Gebrauch. Die Prozession findet alljährlich im Mai statt; dabei wird um Segen für die Feldfrüchte und Arbeitsplätze gebetet. In einem Jahr pilgern die Hartensteiner nach Neuhaus und im nächsten die Neuhauser nach Hartenstein.

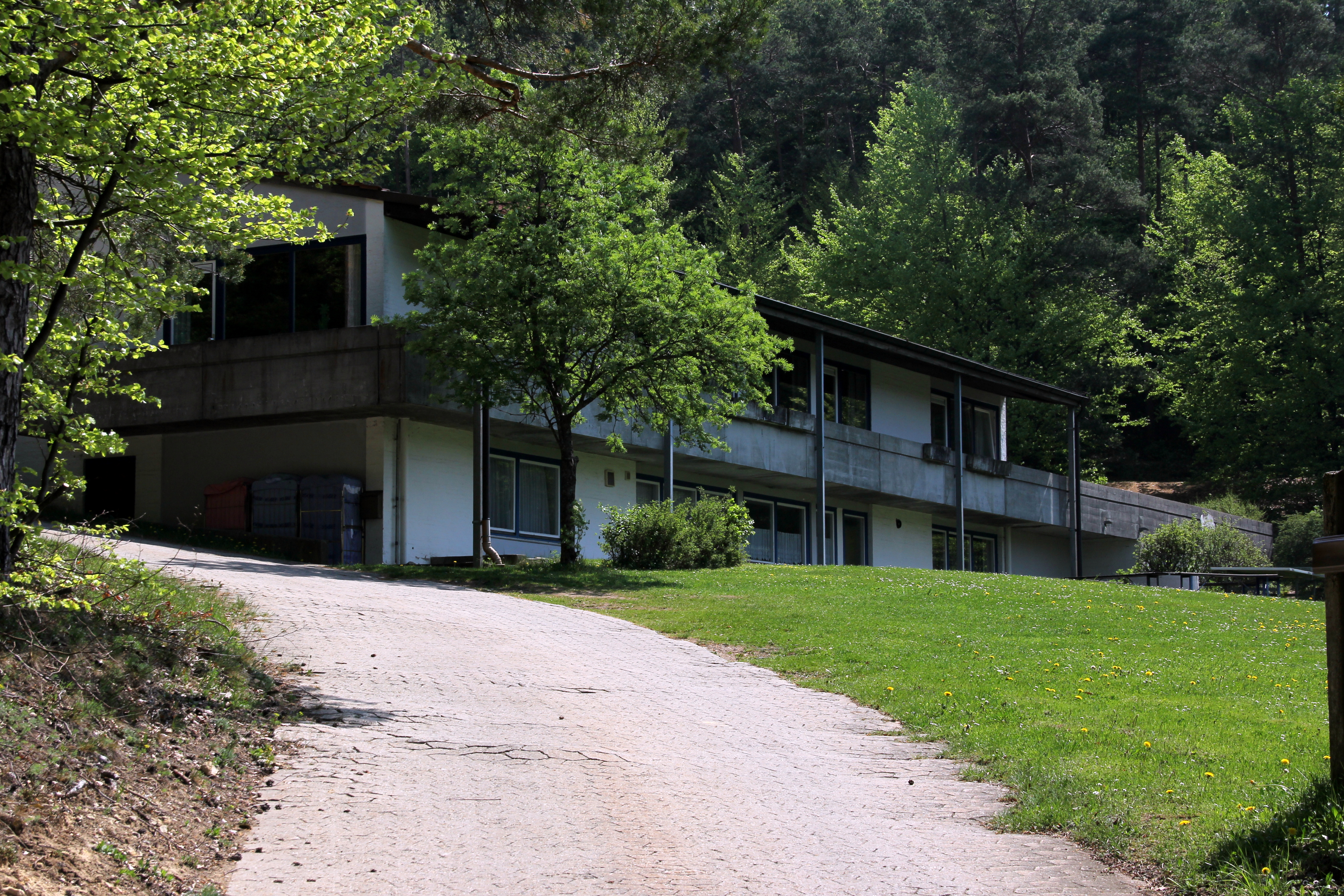
Jugendherberge Hartenstein, Mai 2012

In den Hartensteiner Oberbergen gibt es einen Naturerlebnispfad von 3,5 km Länge, den man von der ehemaligen Jugendherberge aus erreicht, und einen Trimmpfad.

### Flora und Fauna
In der Flora findet man an besonderen Pflanzen den Frauenschuh, die Pfingstnelke, die Gewöhnliche Kuhschelle, die Landkartenflechte, die Waldanemone und den Wacholder. Erwähnenswert ist ferner die sogenannte Schlangenfichte bei Großmeinfeld, die als Naturdenkmal geschützt wurde.
Die Fauna ist durch die Vogelwelt stark vertreten, man kann den Hausrotschwanz und Zaunkönig, ferner verschiedene Arten von Drosseln, Spatzen, Finken und Meisen beobachten. Die verschiedenen Finken- und Meisenarten sind weit verbreitet. In Hartenstein kommt der Uhu, der Waldkauz und die Waldohreule vor. Die Pegnitz hat einen reichen Fischbestand, den die Angler zu schätzen wissen und der auch den Fischreiher und den Kormoran anlockt.

## Geschichte

### Bis zur Gemeindegründung

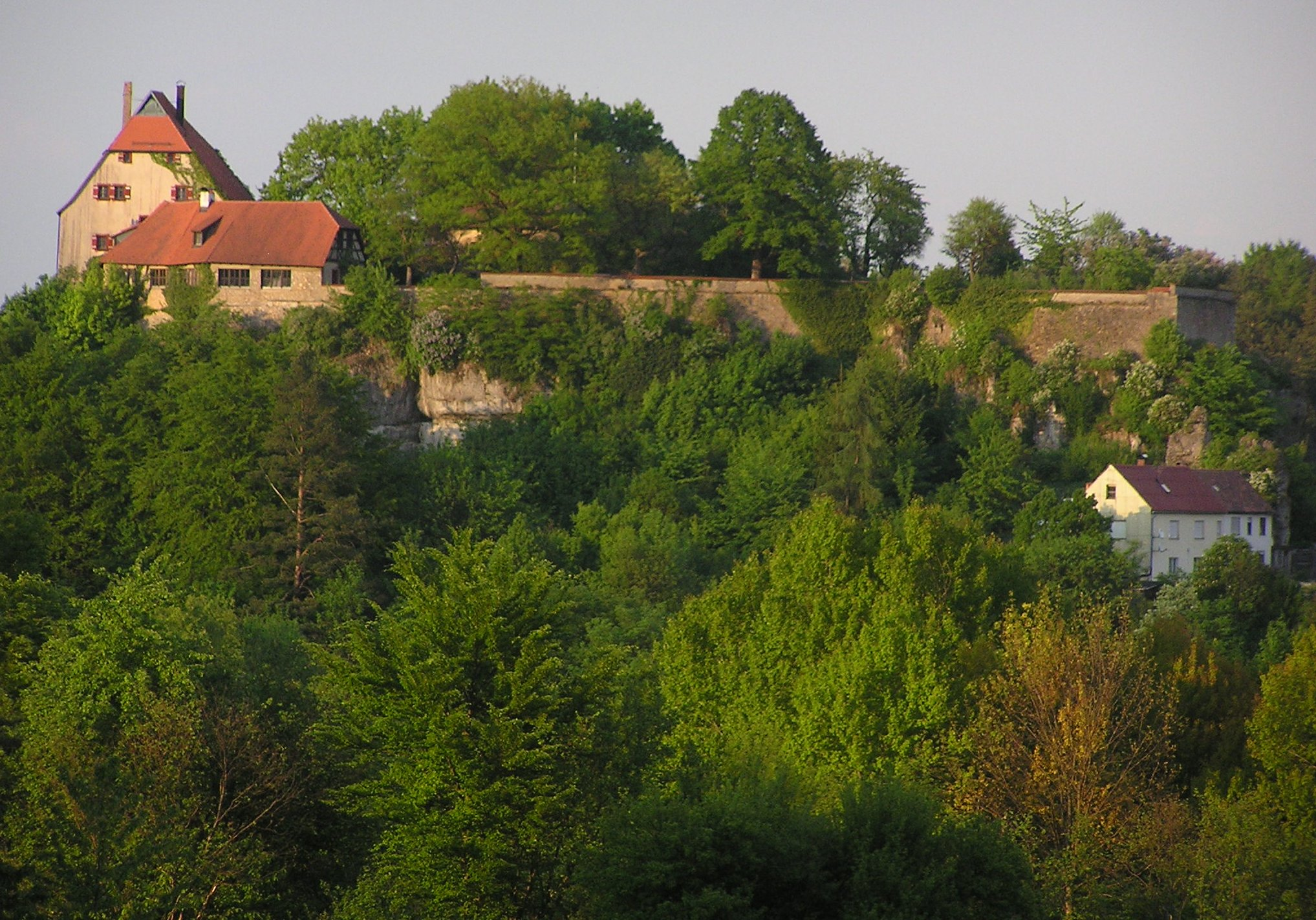
Die Burg Hartenstein, 2007

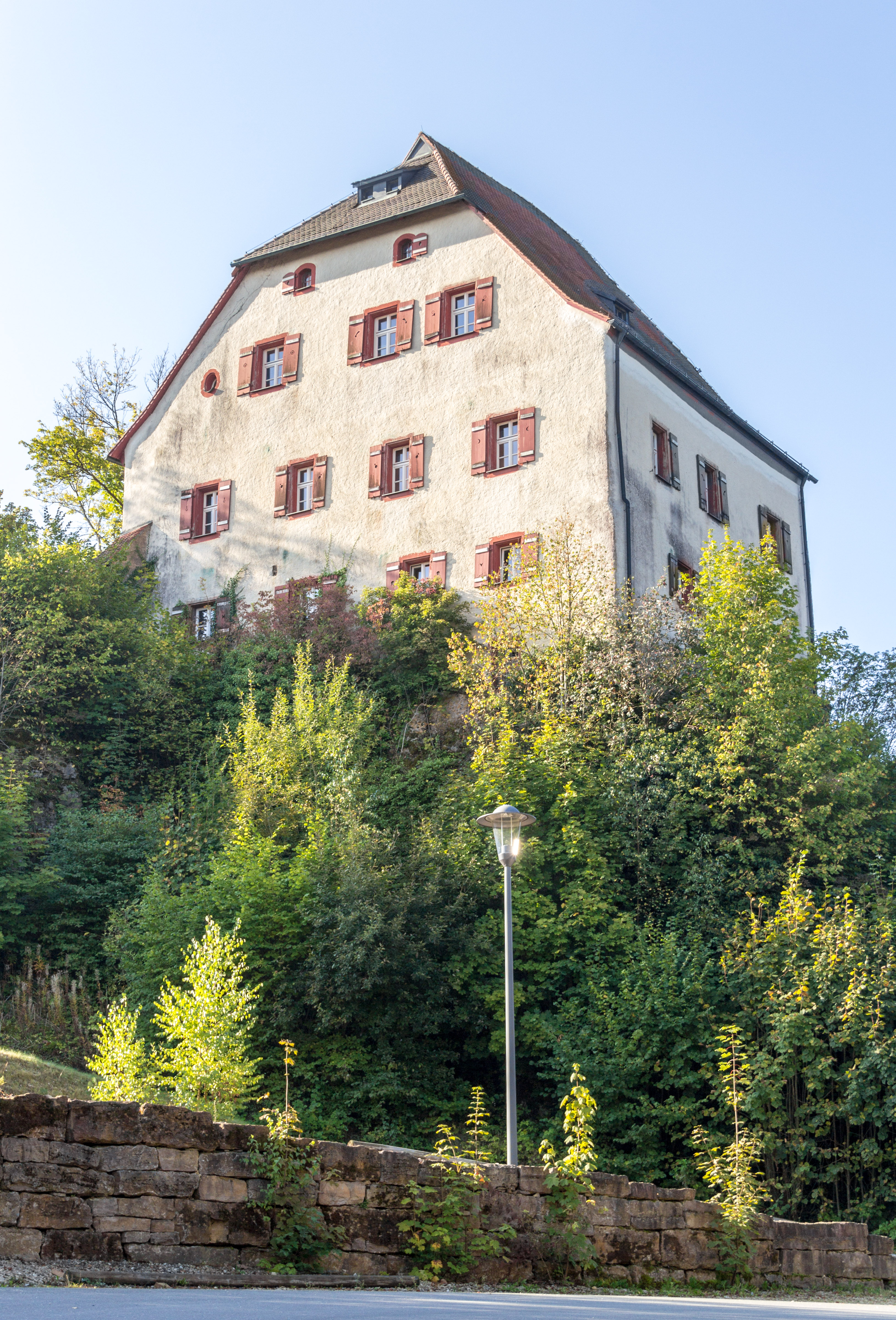
Burg Hartenstein

Die Burg Hartenstein entstand etwa vor 1250; sie diente hauptsächlich als Pflegamtssitz der Pfälzer Wittelsbacher für das Gebiet der umliegenden Dörfer im Veldensteiner Forst, den sie ab 1329 besaßen. 1325 war die Burg gegen einen Ansturm Nürnberger Truppen verteidigt worden. 
Bis 2001 befand sie sich in Privatbesitz. 1803, nach der Säkularisation in Bayern kam das Pflegamt Hartenstein zum Landgericht Sulzbach. Das Pflegamt Hartenstein wurde aufgelöst, und es bildeten sich drei Gemeindebezirke mit den königlich bayerischen Gemeindeverwaltungen Grünreuth, Hartenstein und Enzendorf. Zur Gemeinde Grünreuth gehörten die Dorfgemeinschaften Loch, Groß- und Kleinmeinfeld, zur Gemeinde Hartenstein die Dorfgemeinschaften Güntersthal, Engenthal und Gaißberg und die Einöden Höflas, Häuslfeld und Neuensorg und zur Gemeinde Enzendorf die Dorfgemeinschaften Lungsdorf und Rupprechtstegen sowie die Harnbach-, die Stieber- und die Grießmühle.

### 19. bis 21. Jahrhundert
Im Jahr 1831 zählte das Pfarrdorf Hartenstein 252 Einwohner und 47 Häuser.
Mit der Errichtung der Eisenbahnlinie von Nürnberg nach Neuhaus von 1871 bis 1875 wurde das Gebiet des oberen Pegnitztals an das Verkehrsnetz angeschlossen.
Zwischen 1862 und 1864 erbaute der Nürnberger Herausgeber und Redakteur der Nürnberger Presse, Ludwig Jegel, auf einer 40 Meter über dem Ankatal liegenden Felskuppe ein luxuriös ausgestattetes Kurhotel in Rupprechtstegen. Wegen der schlechten Erreichbarkeit blieben die Gäste aus und Jegel musste Konkurs anmelden. Erst nach dem Bau der Eisenbahn ging es mit dem Hotel nach mehrfachen Besitzerwechseln aufwärts. Das Hotel erreichte schnell und für kurze Zeit Weltruhm. Hochgestellte Persönlichkeiten, wie Prinzessin Gisela von Bayern und auch Richard Wagner während seiner Zeit in Bayreuth waren Gäste des Hotels. Rupprechtstegen wurde Luftkurort. 1938 wurde aus dem Kurhotel ein Erholungsheim für Offiziere und Beamte der Luftwaffe, während des Krieges diente es als Hilfskrankenhaus. 1953 ging es in den Besitz der Oberfinanzdirektion Nürnberg über und wurde hauptsächlich für die Beamten der Zollverwaltung als Erholungsheim genutzt. 1966 erhielt es die Bezeichnung Zollschule Rupprechtstegen. Bis zur Schließung im März 2001 wurden in der Zollschule Zollbeamte für die Grenzaufsicht, die Grenzabfertigung und den Binnenzolldienst ausgebildet. Nach über fünfjährigem Leerstand ist derzeit (Dezember 2006) eine Verwendung als alpines und kommunikatives Bildungszentrum mit Hochseil-Klettergarten und Burma-Hängebrücke im Gespräch. 1958 wurde das Haus der Bäuerin in Hartenstein gebaut, ein Zweckbau, in dem sich die Gemeindekanzlei mit einem Versammlungsraum befindet, dazu eine Tiefkühlanlage, ein Schlachtraum, eine Räucherkammer, eine Wäscherei, eine Backstube, die Garage für die Freiwillige Feuerwehr mit dem Geräteraum und eine Hausmeisterwohnung. Bei der letzten Gebietsreform von 1972 wurden die drei Gemeindeverwaltungen zusammengelegt und bildeten die heutige Gemeinde mit 15 Gemeindeteilen. Im Jahr 2002 kaufte die Gemeinde die Burganlage. Im Jahr 2004 gründete die Gemeinde Hartenstein die Burg Hartenstein AG. Sie soll die Burg erhalten und der Öffentlichkeit zugänglich machen. Heute sind auf der Burg ein Rittermuseum und eine Gaststätte eingerichtet.

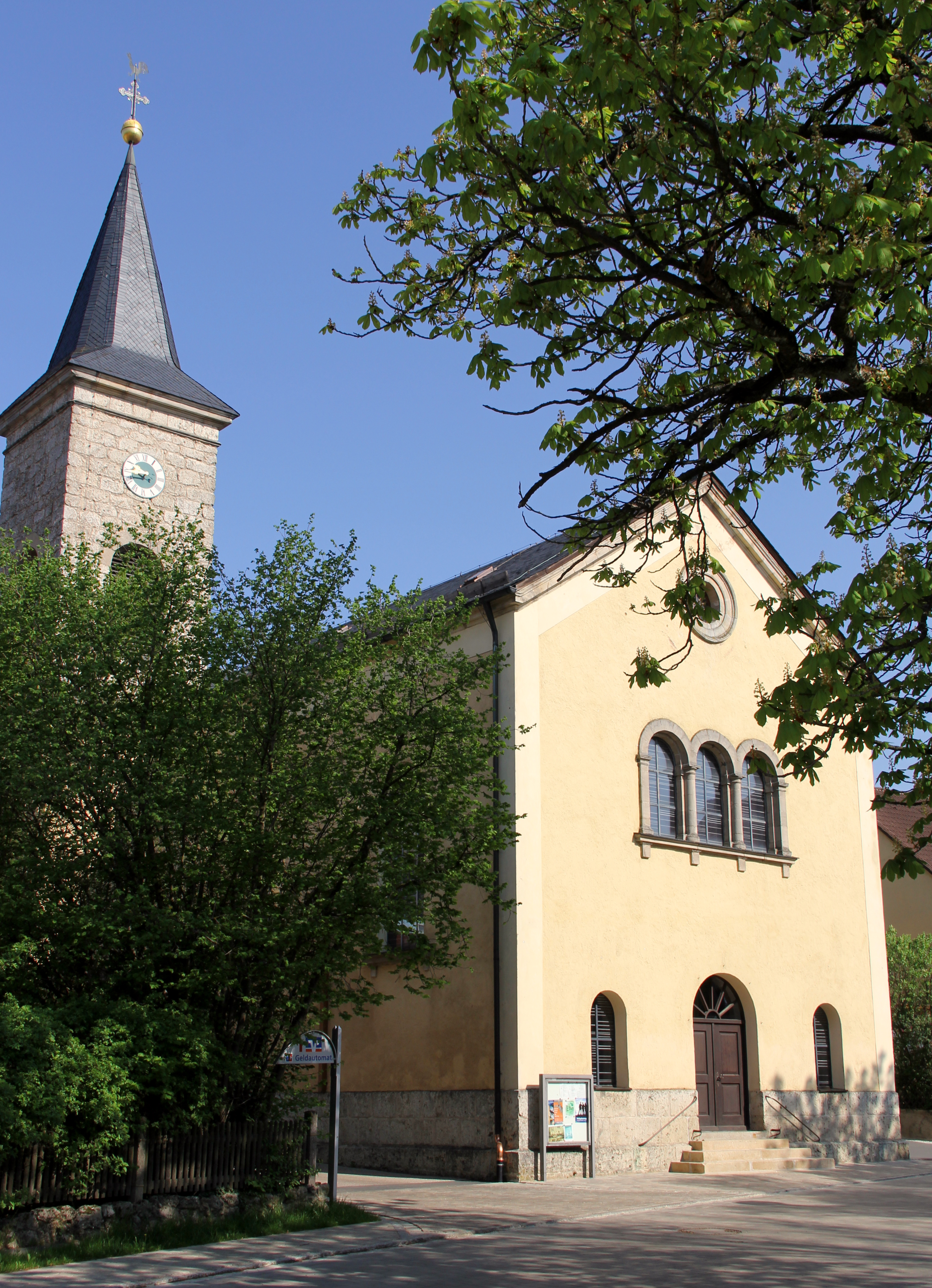
Kirche: Heiligste Dreifaltigkeit, Mai 2012

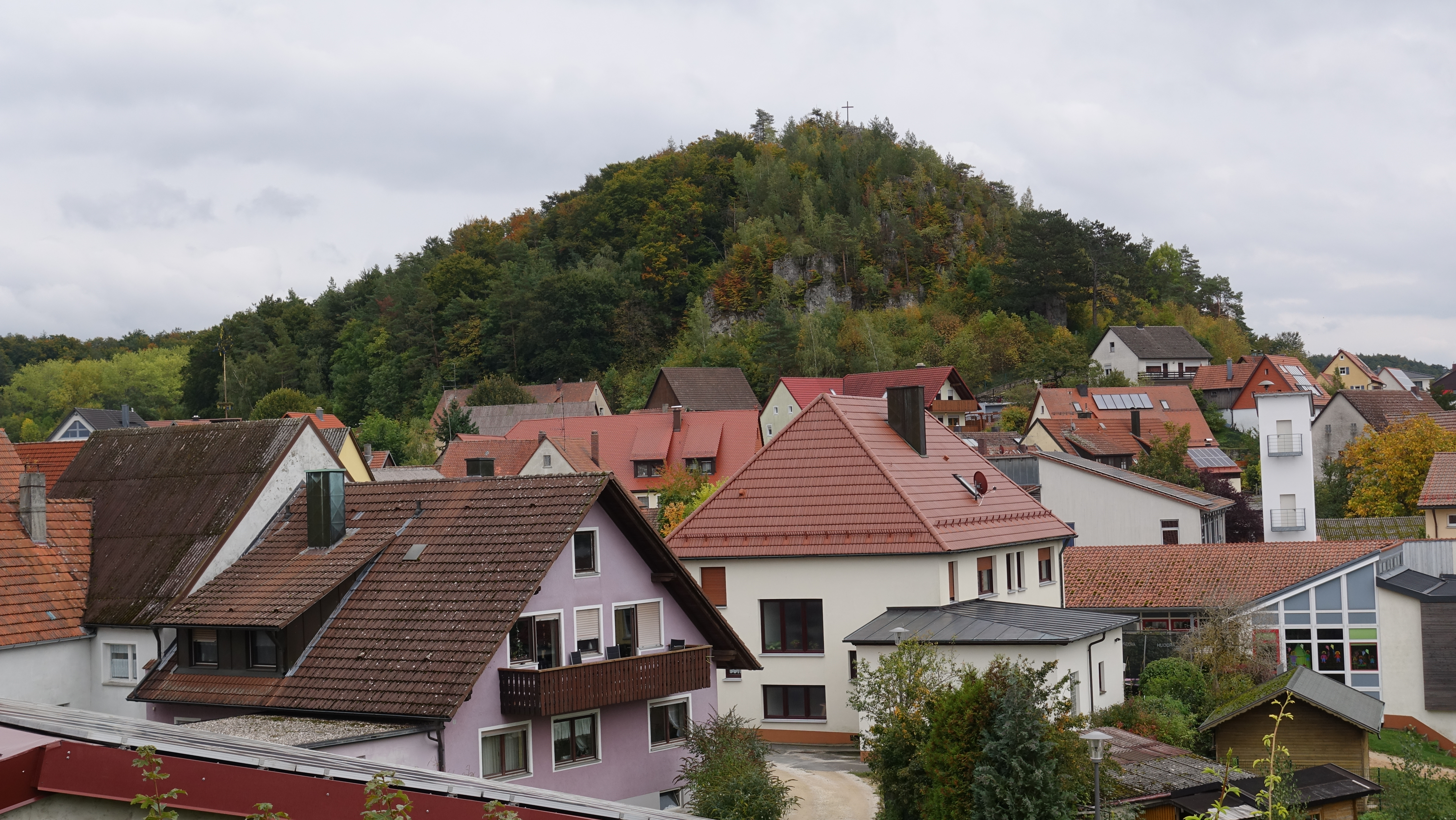
Hartenstein auf Hirtenberg, Okt. 2019

Zur Gemeinde Hartenstein gehören die katholische Kirche Heiligste Dreifaltigkeit mit dem Kindergarten, eine Schule, das neue und das alte Rathaus. Das neue Rathaus wurde am 28. Juli 2000 eingeweiht. Gleichzeitig wurden die Gebäude der Freiwilligen Feuerwehr, der Schule und des Kindergartens neu errichtet. Diese drei Gebäude sind zur Energieversorgung miteinander verbunden und werden von einer Solaranlage versorgt.

### Eingemeindungen
Im Zuge der Gebietsreform in Bayern wurde am 1. Januar 1972 die Gemeinde Grünreuth und am 1. Juli 1977 Enzendorf eingegliedert. Am 1. Januar 2008 wurde das gemeindefreie Gebiet Hartenstein (1,96 km² groß) aufgelöst und in die Gemeinde eingegliedert.

## Politik und Öffentliche Verwaltung
Die Gemeinde ist Mitglied der Verwaltungsgemeinschaft Velden.
Der Gemeinderat von Hartenstein setzt sich aus zwölf Gemeinderäten und dem Ersten Bürgermeister zusammen.
|      | CSU | FWG Hartenstein | Bürgergemeinschaft | SPD | SPD/FW | Gesamt   |
| 2020 | 5   | 6               | 1                  |     |        | 12 Sitze |
| 2014 | 4   | 4               | 2                  | 2   |        | 12 Sitze |
| 2008 | 4   | 5               | 1                  | 1   | 1      | 12 Sitze |
| 2002 | 6   | 4               | 1                  | 1   |        | 12 Sitze |

(Stand: Kommunalwahl am 15. März 2020)

### Bürgermeister
Erster Bürgermeister ist Hannes Loos (CSU). Er wurde am 15. März 2020 mit 53,4 % der Stimmen wiedergewählt.

### Wappen und Flagge
| Wappen von Hartenstein (Mittelfranken) | Blasonierung: „Gespalten von Gold und Schwarz, vorne ein durchgehendes blaues Wolfseisen mit Widerhaken, hinten ein steigender, rot gekrönter und bewehrter goldener Löwe“ |
| Wappen von Hartenstein (Mittelfranken) | Wappenbegründung: Die Gemeinde Hartenstein besteht seit 1978 aus den ehemals selbstständigen Gemeinden Hartenstein, Grünreuth und Enzendorf. Das Wolfseisen ist dem Wappen der Herren von Hartenstein entnommen, einer Nebenlinie der Herren von Neidstein, die sich nach Hartenstein nannte und 1366 ausgestorben ist. Im Hausvertrag von Pavia von 1329 wird Hartenstein als wittelsbachischer Besitz aufgeführt. Der Ort war Sitz eines kurpfälzischen Pflegamtes und wurde nach dem Dreißigjährigen Krieg zu einer Festung ausgebaut. An die Wittelsbacher erinnert der pfälzische Löwe im Gemeindewappen. Dieses Wappen wird seit 1986 geführt. |

Die gleichzeitig genehmigte Gemeindeflagge ist blau-gelb mit dem Gemeindewappen.

## Bauwerke
- Turmuhr von Rupprechtstegen
- Die Jugendherberge Hartenstein hat am 31. Dezember 2022 endgültig den Betrieb eingestellt[14]
- An der Harnbachmühle wurde im Sommer 2010 eine Fachwerkscheune im Rahmen einer Sommerbaustelle durch meist „fahrende“ Handwerker wie Zimmerer und Tischler neu aufgebaut. Initiiert wurde diese Maßnahme durch den gemeinnützigen Verein Mühlenkraft e. V., der die Maurerarbeiten im nächsten Sommer auf die gleiche Weise durchführen lassen möchte.[15]

## Sport
Hartenstein liegt inmitten des Klettergebietes Nördlicher Frankenjura. Direkt in der Nähe des Ortes oberhalb des Friedhofes befindet sich mit der Hartensteiner Wand ein bedeutendes Kletterziel.

## Verkehr
Mit der Errichtung der Eisenbahnlinie von Nürnberg nach Neuhaus von 1871 bis 1875 wurde das Gebiet des oberen Pegnitztals an das Verkehrsnetz angeschlossen. Rupprechtstegen erhielt einen Bahnhof. Heute befindet sich dort ein Haltepunkt der Regionalbahnlinie Nürnberg–Neuhaus an der Bahnstrecke Nürnberg–Cheb. Dieser wird in beide Richtungen stündlich bedient. Nahe diesem Haltepunkt wurde 2009 eine Train&Bike-Station errichtet. Es wurde ein historischer Personenwagen aufgestellt, der als Gaststätte dient.
Die durch das obere Pegnitztal führende Staatsstraße 2162 verläuft durch Rupprechtstegen.
Hartenstein wird durch die Regionalbuslinie 440 (Hersbruck-Königstein) des VGN bedient.
Durch den Ort verläuft der Fränkische Marienweg.